# تپه مهره کن
تپه مهره کن مربوط به عصر مفرغ - دوره اشکانیان - دوره ساسانیان است و در شهرستان کوهدشت، بخش درب گنبد، دهستان درب گنبد، ۸۰۰ متری شمال شرق روستای شیرآوند علیا واقع شده و این اثر در تاریخ ۲۸ اسفند ۱۳۸۵ با شمارهٔ ثبت ۱۸۴۱۸ به‌عنوان یکی از آثار ملی ایران به ثبت رسیده است.